# 玄岳インターチェンジ

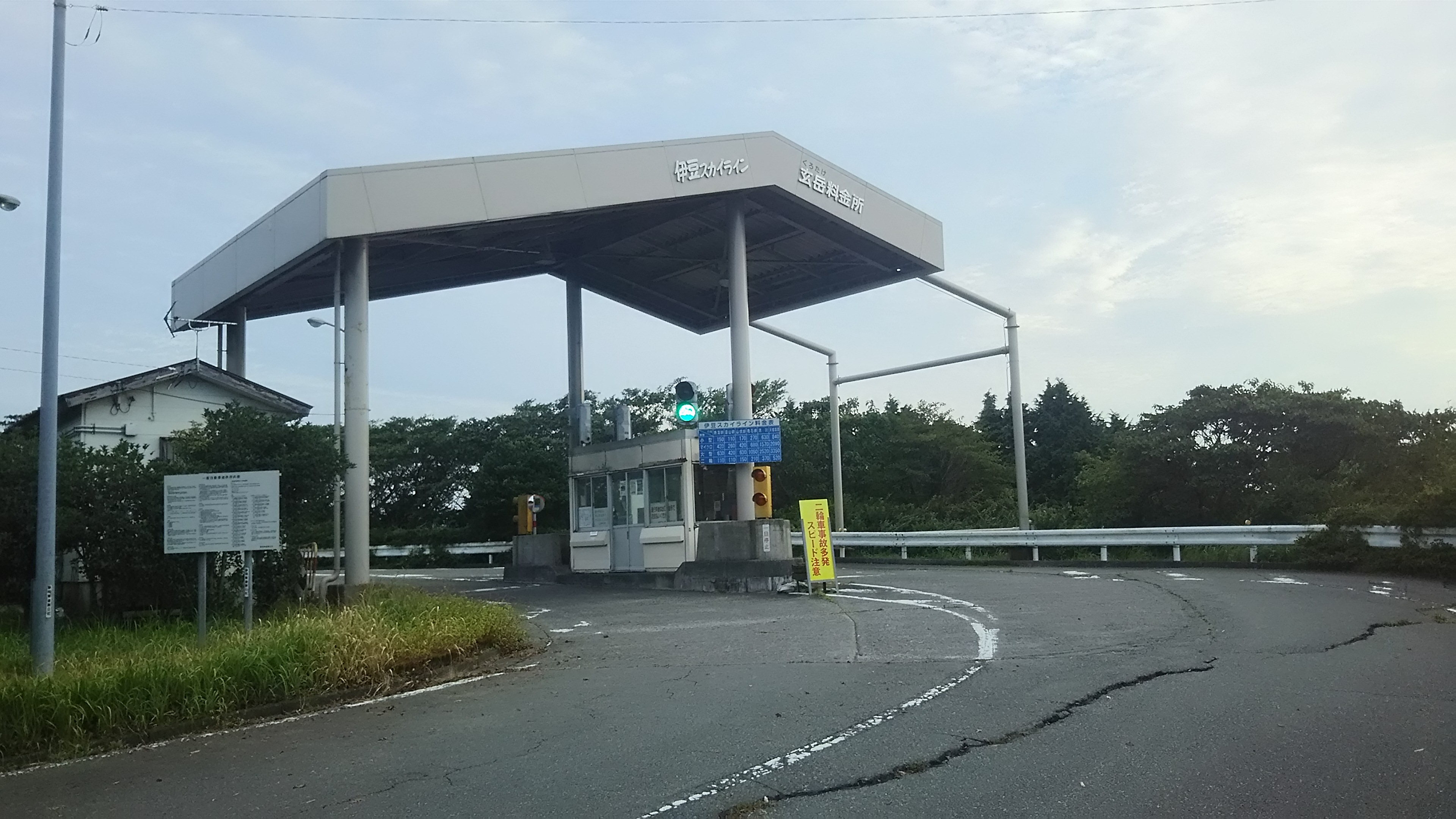
玄岳インターチェンジ料金所

玄岳インターチェンジ（くろたけインターチェンジ）は、静岡県熱海市と田方郡函南町の境界にある、伊豆スカイラインのインターチェンジである。
料金所は熱海市側に位置する。本料金所付近の道路標高は720メートルと伊豆スカイラインの中では最も高い。

## 接続する道路
- 直接接続
  - 熱海新道

## 周辺
- 玄岳
- 氷ヶ池
- 丹那盆地
- 丹那断層

## 隣
伊豆スカイライン
熱海峠IC - 玄岳IC - 韮山峠IC